# Ježourek
Ježourek (Acantholimon) je rod rostlin z čeledi olověncovité. Zahrnuje více než 300 druhů a je rozšířen v suchých a vysokohorských oblastech jihovýchodní Evropy a Asie. Ježourky jsou nízké, obvykle trnité a hustě polštářovitě rostoucí keře s úzkými, tuhými listy. Květenství jsou klasovitá a vyrůstají z paždí listů. Kalich i listeny jsou z velké části suchomázdřité. Plodem je úzká tobolka. V české přírodě není tento rod zastoupen.
Některé druhy jsou pěstovány jako skalničky a okrasné keře.

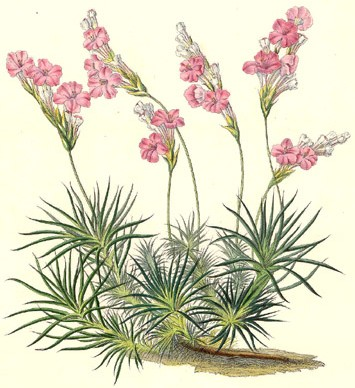
Ježourek plevnatý na ilustraci z poloviny 19. století

## Popis
Ježourky jsou nevysoké, zpravidla bohatě větvené a polštářovitě rostoucí keříky.
Listy jsou jednoduché, přisedlé, s čárkovitou, jehlicovitou nebo šídlovitou, na vrcholu někdy štětinovitě zakončenou čepelí. Zpravidla jsou tuhé a pichlavé. Vyrůstají ve shlucích na nových letorostech. U některých druhů mohou být letní listy odlišné od jarních. Květy jsou poměrně malé, většinou růžové, řidčeji bělavé nebo purpurové. Klasovitá květenství se rozvíjejí v paždí jarních listů a jsou složená ze 2 až 8 dvouřadě uspořádaných klásků. U některých druhů je hlavní osa květenství zkrácená a klásky pak vyrůstají z úžlabí listu. Každý klásek je složen z 1 až 5 květů podepřených listeny a listenci se široce blanitým okrajem.
Kalich je nálevkovitý nebo výjimečně až válcovitý, srostlý a na okraji pěti- nebo desetilaločný, podél žeber nevýrazně bylinný a jinak blanitý (suchomázdřitý), s blanitým, purpurovým, růžovým nebo bílým lemem.
Korunní lístky jsou na bázi krátce srostlé a poněkud vyčnívají z kalicha.
Tyčinek je 5 a jsou přirostlé k bázi koruny. Semeník je svrchní, úzký, válcovitý, a nese 5 volných čnělek zakončených zploštělými, hlavatými bliznami.
Plodem je úzká tobolka, podepřená nápadným, vytrvalým kalichem.

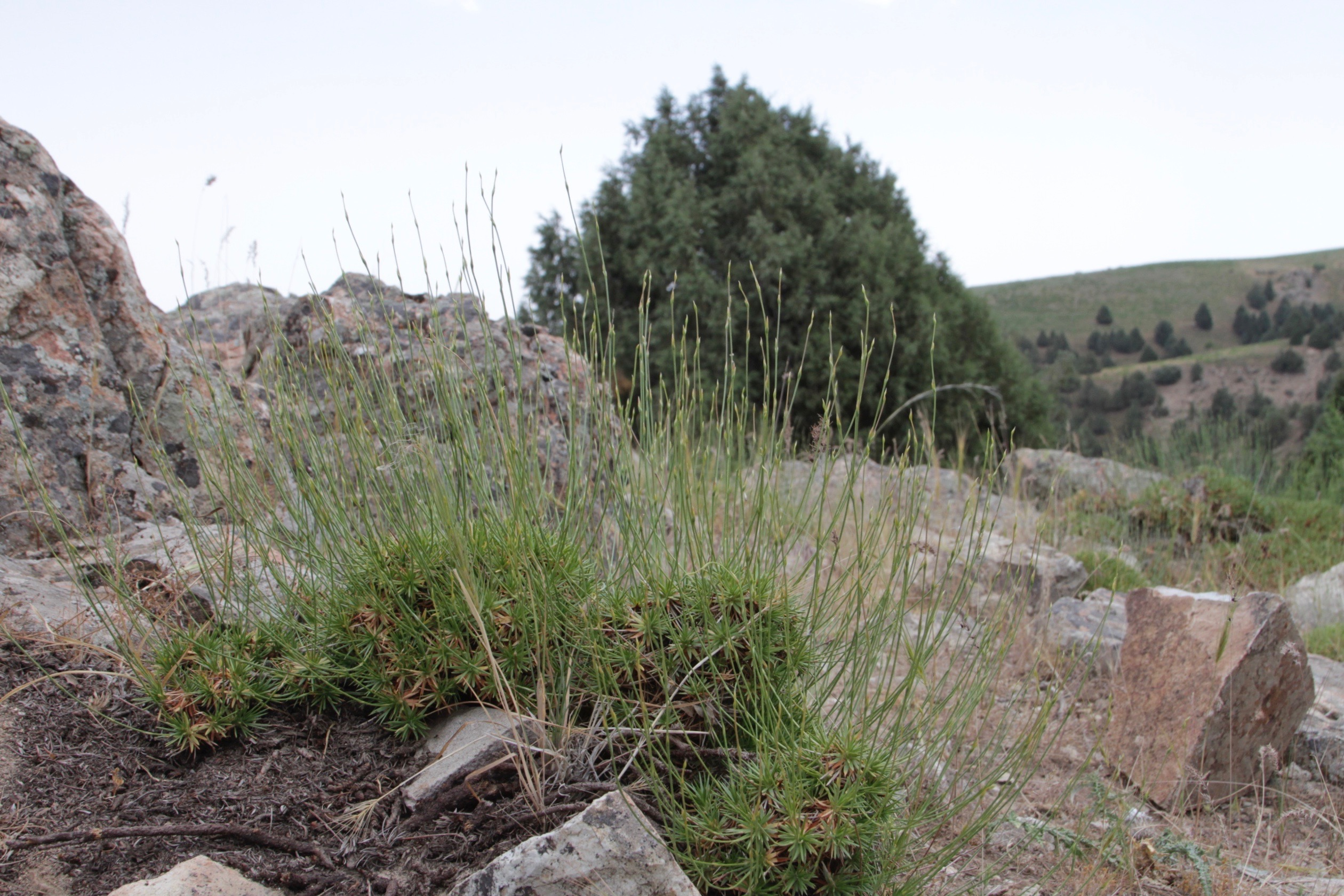
Druh Acantholimon majewianum na přirozeném stanovišti v Uzbekistánu
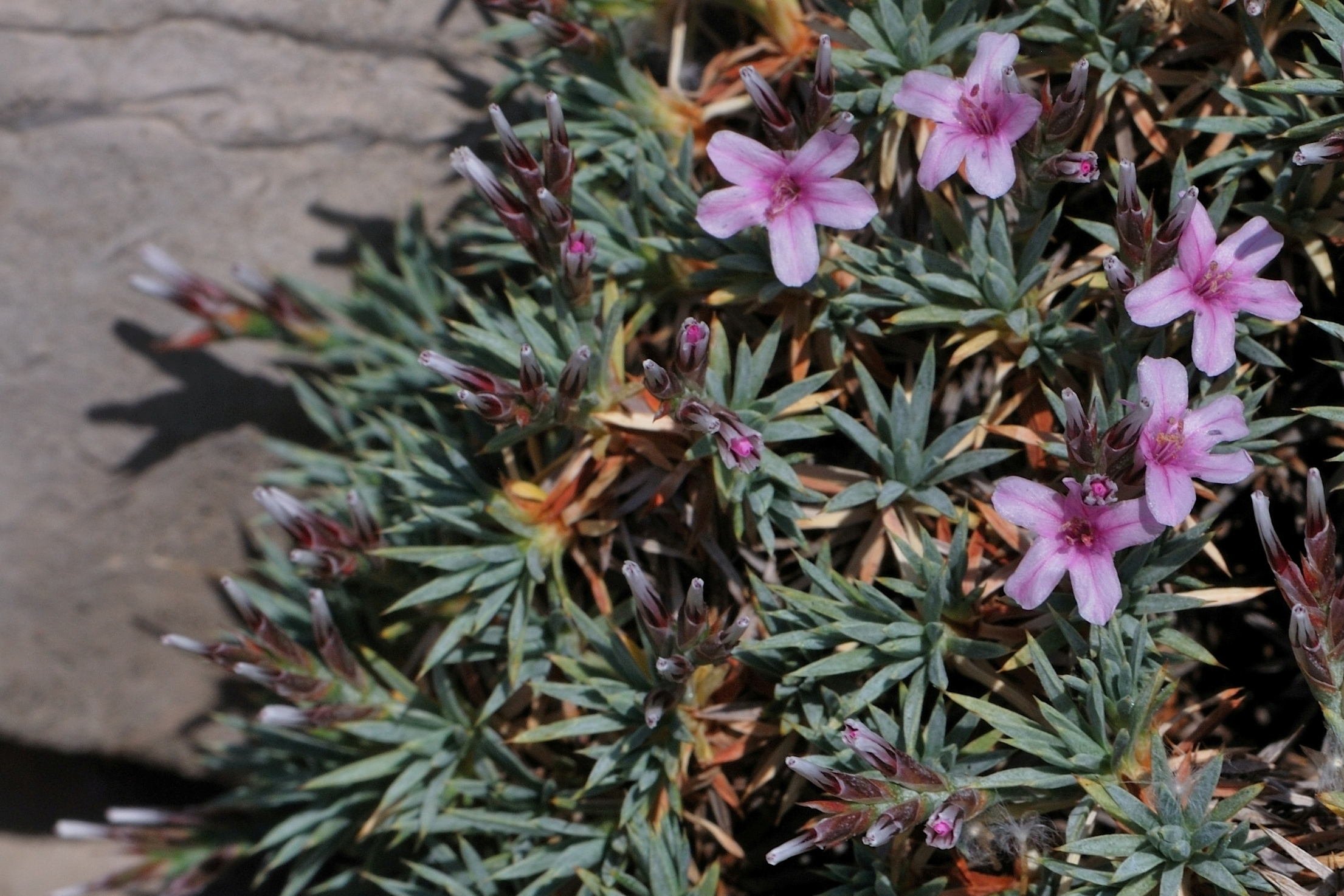
Kvetoucí ježourek libanonský
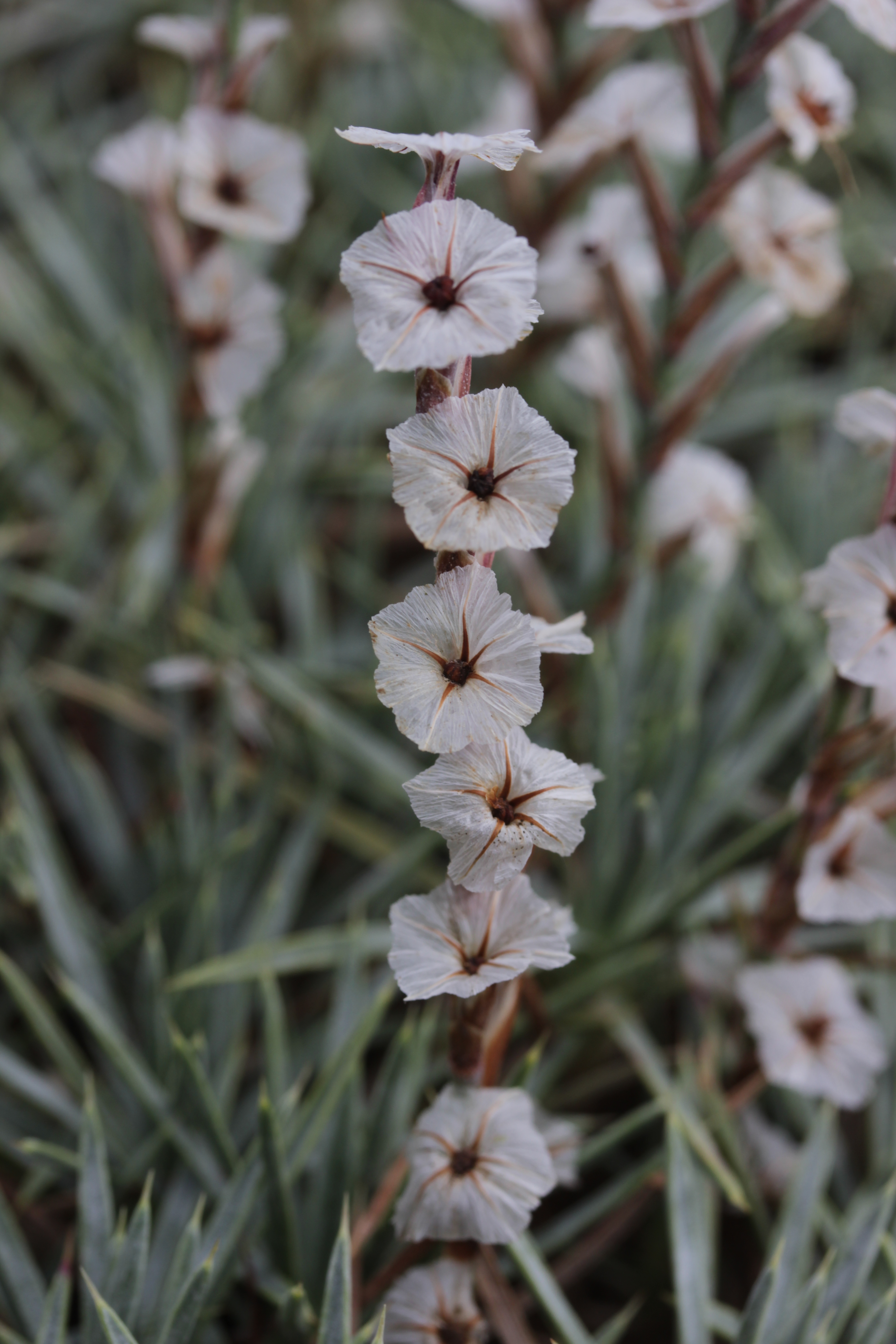
Plodící ježourek Kotschyův

## Rozšíření
Rod zahrnuje asi 306 druhů. Je rozšířen od jihovýchodní Evropy a jihozápadní Asie přes Kavkaz a Střední Asii a po Himálaj a čínský Sin-ťiang. Centrum druhové diverzity je v horských oblastech Íránu a Afghánistánu. V rámci Evropy
se vyskytují 4 druhy. Největší areál z nich má Acantholimon ulicinum. Vyskytuje se v Řecku včetně Kréty a ostrovů ve východním Egejském moři, Albánii, Makedonii, Srbsku a Černé Hoře. Z dalších druhů roste v Řecku a Albánii Acantholimon graecum. Rod zahrnuje řadu endemitů s relativně nevelkými areály.
Acantholimon aegaeum je endemit Egejských ostrovů, Acantholimon albanicum je endemit Albánie. Rod je značně diversifikovaný v asijské části Turecka, kde roste přes 50 druhů.
Ježourky nejčastěji rostou ve skalnatých a kamenitých chladných stepích, polopouštích a ve vysokohorských oblastech.

## Taxonomie
Rod Acantholimon je v rámci čeledi Plumbaginaceae řazen do podčeledi Limonioideae a tribu Limonieae, který představuje největší tribus celé čeledi. Podle výsledků fylogenetických studií patří mezi příbuzné linie rody Dictyolimon, Cephalorhizum.

## Zástupci
- ježourek arménský (Acantholimon armenum)
- ježourek černokvětý (Acantholimon melananthum)
- ježourek hvozdíkovitý (Acantholimon caryophyllaceum)
- ježourek Kotschyův (Acantholimon kotschyi)
- ježourek libanonský (Acantholimon libanoticum)
- ježourek milý (Acantholimon venustum)
- ježourek Olivierův (Acantholimon olivieri)
- ježourek plevnatý (Acantholimon glumaceum)
- ježourek pochybkovitý (Acantholimon androsaceum)
- ježourek tuhý (Acantholimon acerosum)[8][2][3]

## Význam

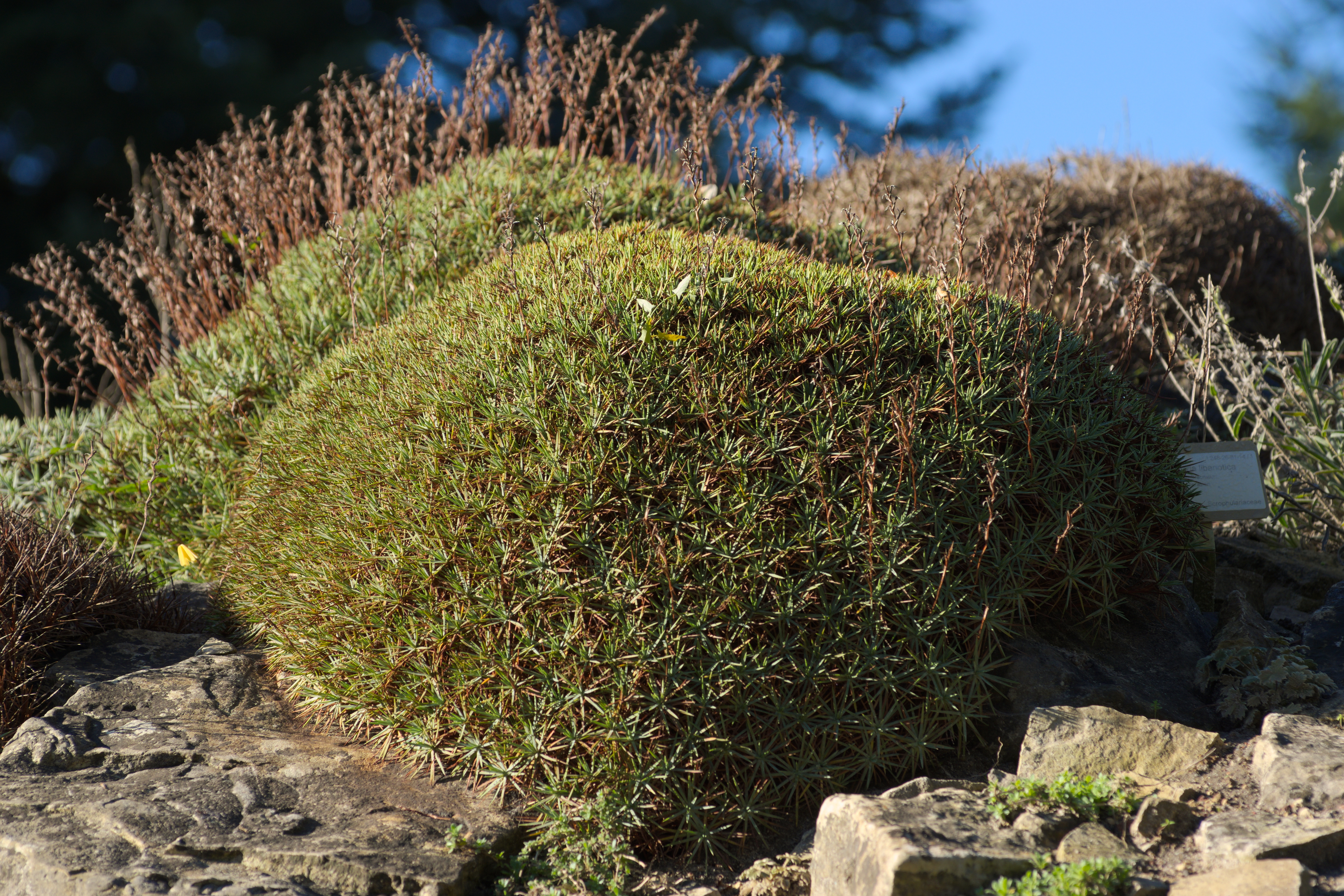
Ježourek tuhý jako skalnička

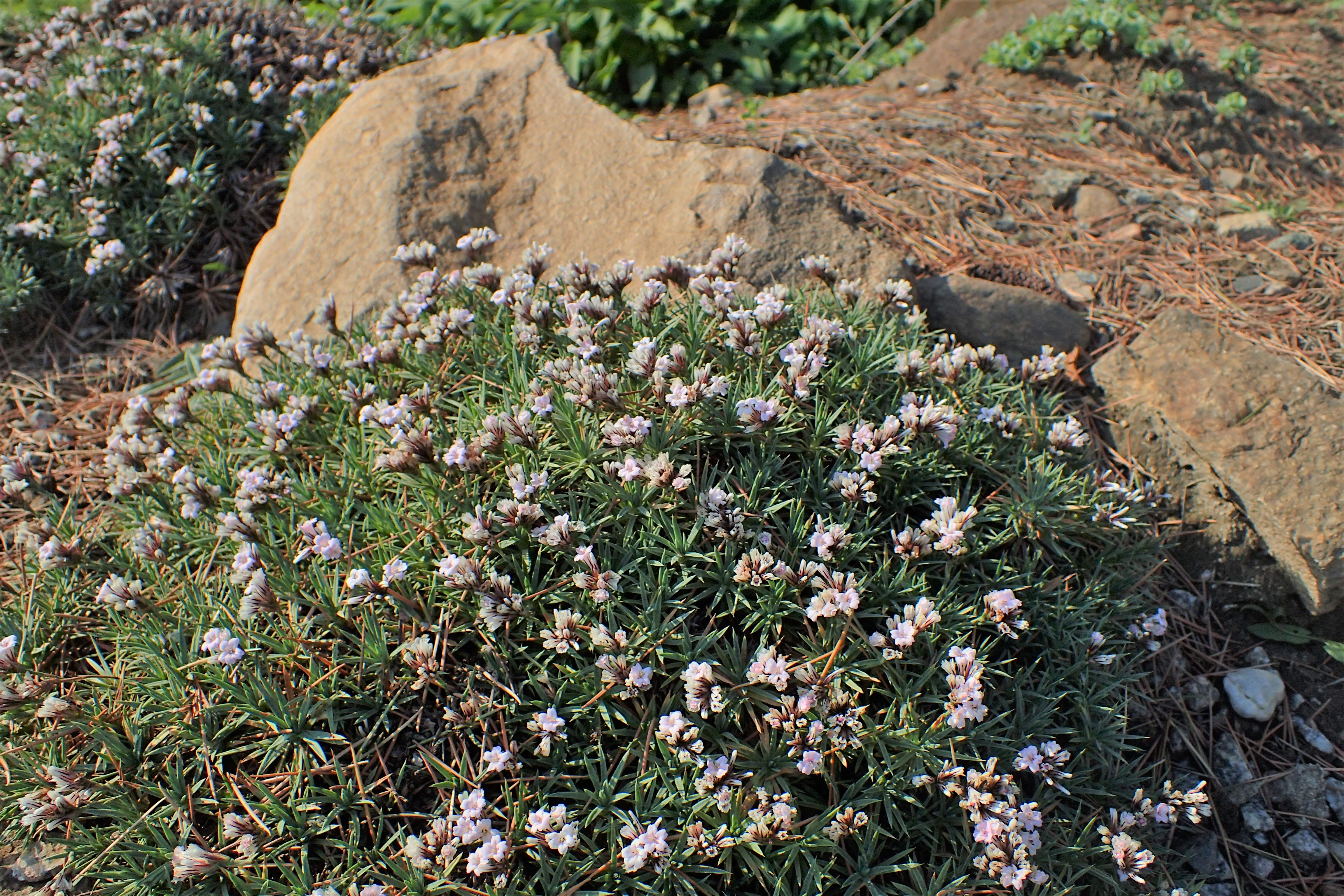
Acantholimon lycopodioides jako skalnička

Ježourky jsou pěstovány zejména jako skalničky. Nejčastěji je pěstován ježourek plevnatý, za jeden z nejkrásnějších druhů je považován ježourek Olivierův.
Řadu druhů lze vidět ve sbírkách českých botanických zahrad, např. ježourek plevnatý, ježourek arménský, ježourek hvozdíkovitý, ježourek Kotschyův nebo ježourek milý.

## Pěstování a množení
Ježourky jsou vesměs dosti nenáročné rostliny, nesnášejí však větší vlhko, a to zejména v zimním období. Vyhovují jim sušší, vápenaté a štěrkovité půdy a plné výsluní. Jsou vhodné k výsadbě do skalek, lze je také sázet do úzkých, hlubších skalních štěrbin. K množení je nejlepší rostliny na podzim prosypat pískem a na jaře oddělit zakořeněné větévky. Množení řízkováním není snadné. Nejlépe zakořeňují pozdně letní dřevnaté řízky, odtržené i s patkou staršího dřeva. Pokud se podaří získat semena, lze množit i výsevem.